# T.J. Hockenson
T.J. Hockenson (Chariton, Iowa, 3 de julio de 1997) es un jugador profesional estadounidense de fútbol americano que se desempeña en la posición de tight end en Minnesota Vikings, equipo de la National Football League (NFL).

## Carrera
Fue seleccionado en la primera ronda en la Reunión Anual de Selección de Jugadores de la NFL de 2019. Hizo su debut profesional con el equipo Detroit Lions, en el cual jugó cuatro temporadas (2019-2022), después pasó a Minnesota Vikings, donde lleva jugando dos temporadas.